# Мартина Алтенбергер
Мартина Алтенбергер је аустријска параолимпијска алпска скијашица. Представљала је Аустрију у параалпском скијању на Зимским Параолимпијским играма 1988. у Инсбруку, освајачица је три златне медаље.

## Каријера
Учествовала је на Светском првенству у скијању за инвалиде 1986. године.
Учествовала је на Зимским параолимпијским играма у Инсбруку 1988. у категорији ЛВ6/8, Алтенбергер је освојила три златне медаље: у велеслалому (са временом 1:45.59, надмашивши Американку Кети Пичер која је освојила сребро за 2:00.57 и Пољакињу Есбиету Дадок, бронза у 2: 06.05, слалом (време 1: 15.63; на 2. месту Гунилу Ахрен за 1: 19.09 и на трећем месту Есзбиета Дадок за 1: 37.46),  и спуст (трка завршена у 1 : 13,87, испред Ненси Густафсон за 1: 14,51 и Гуниле Аренин 1: 17,64.
Тренирала је у скијашком клубу Нидернсил.